# 羅馬聖輪法院
教廷法院，或聖輪法院（拉丁語：Tribunal Apostolicum Rotae Romanae）是天主教会內拉丁礼教会和东仪天主教会的最高上诉法院，也是圣座建立的涉及天主教会司法审判的最高级别的教会法院，相关上诉可送至教会法院最高法官即教宗本人。天主教会有完整的法律体系，也是现今西方仍在使用的最古老的法律体系。